# Devami Var
Devami Var (тур. Devamı Var, рус. Подробнее) — шестой студийный альбом и одиннадцатая запись турецкого певца Мустафы Сандала, выпущенный 13 июня 2007 года на лейбле «Seyhan Müzik». На территории Турции было продано свыше 2 млн копий альбома

## Об альбоме
Изначально выпуск альбома планировался на декабрь 2006 года. Но после откладывался на 23 апреля, 19 мая и 8 июня 2007 года. За две недели до выпуска на официальном сайте Мустафы Сандала была размещена инструментальная версия песни «Çoban» (рус. Шепард).
Две песни были записаны в сотрудничестве с известными турецкими деятелями музыки:
- «Dayan» — дуэт с турецкой певицей Изель
- «Zaten» — при участии известного турецкого гитариста Айберейа (тур. Ayberay).

Во время прослушивания песни «Melek Yüzlüm» (рус. Лицо моего ангела) можно услышать слёзы Эмины Яхович — жены Мустафы.
Также альбом содержит 3 кавер-версии турецких хитов.

## Список композиций
1. «İndir» (Sinan Akçil) — 3:39
2. «Farketmez» (Sinan Akçil, Tamer Ali, Mustafa Sandal) — 4:06
3. «Çoban» (Sandal) — 4:18
4. «Melek Yüzlüm» (Sandal) — 4:47
5. «Mağlubuz» (Akçil) — 4:35
6. «Gönlünü Gün Edeni» (Isra Gülümser, A’Amir Muneeb) — 4:10
7. «Kim Bilir Kim» (Ülkü Aker) — 3:40
8. «Dayan (featuring İzel)» (Akçil, Sandal) — 4:29
9. «Herkes Mecbur» (Akçil, Tamer Ali) — 4:02
10. «Zaten» (Sandal) — 5:08
11. «Ne Şarkılar Yazdım» (Sandal) — 4:46
12. «Devamı Var» () — 2:04